# Andrés Diez de Abreu
Andrés Diez de Abreu (Lima, 1565 - 1 de julio de 1632), fue un sacerdote criollo que ocupó altos cargos académicos en el Virreinato del Perú. Rector de la Universidad de San Marcos.

## Biografía
Hijo del moguereño Juan Diez Prieto de Abreu y Beatriz Márquez. Hermano mayor del regidor perpetuo de Lima, Gonzalo Prieto de Abreu. Luego de obtener el grado de Bachiller en Artes, en la Universidad de San Marcos, prosiguió sus estudios en la Universidad de Sevilla, donde obtuvo el grado de Doctor en Sagrados Cánones
Durante su estadía en España, realizó sucesivas informaciones solicitando alguna dignidad eclesiástica, siendo favorecido con una canonjía (1595). Retornó al Perú e integró el Cabildo Metropolitano de Lima, encargándose de refaccionar y embellecer la casa del arzobispo que había sido parcialmente desmantelada por la ampliación de la planta de la Catedral (1609). Incorporado al claustro sanmarquino, ejerció posteriormente el rectorado hasta en dos oportunidades (1612 y 1627). 
| Predecesor: Francisco de Sosa y Rengifo | Rector de la Universidad de San Marcos 1612 - 1613 | Sucesor: Francisco Carrasco del Saz     |
| Predecesor: Diego Mexía de Zúñiga       | Rector de la Universidad de San Marcos 1627 - 1628 | Sucesor: Sebastián de Alarcón y Alcocer |